# Inácio Peres Fernandes
Inácio Peres Fernandes ou Ignácio Perez Fernandez (Barcelona, 29 de Dezembro de 1910 — Lisboa, 2 de Novembro de 1989), foi um arquitecto português.

## Biografia
Concluiu o curso de Arquitectura Civil na Escola de Belas Artes de Lisboa, aos 23 anos, em 31 de Julho de 1934, com a média geral de 16 valores.
Apôs o estágio obrigatório de dois anos com e Prof. Arq. Cristino da Silva, fez o seu concurso para obtenção do diploma de arquitecto (CODA), também com 16 valores.
Em 1938 entrou para o Gabinete de Urbanização da Câmara de Municipal de Lisboa, sob orientação do Eng. Duarte Pacheco. Posteriormente transitou para a Direcção Geral dos Edifícios e Monumentos Nacionais.
Por indicação do Eng. Duarte Pacheco, entrou na Junta Autónoma das Estradas, apoiando os estudos para a construção da Marginal do Estoril. Trinta anos mais tarde, ocupando o cargo de chefe de gabinete da JAE., passa para o Concelho Superior de Obras Públicas, onde como Inspector de Obras Públicas permanece até atingir a idade da reforma, 12 anos mais tarde.
No âmbito da sua actividade profissional desenvolveu trabalhos de arranjos urbanísticos em Lisboa (Jardim da Estrela e Campo Pequeno), Coimbra, Viseu, Covilhã, Guimarães, Lagos entre outros. Colaborou no projectos e construção de pontes importantes como a da Arrábida no Porto ou de Coimbra. Projectou em Lisboa e em diversos pontos do país edifícios plurifamiliares sendo autores de igrejas como a de Riachos e Silveiras bem como bairros sociais de Pescadores em Olhão, Portimão, Ferragudo e Fuzeta.
A convite do Eng. Duarte Pacheco, juntamente com Arq. João Faria da Costa e o Arq. Étienne de Gröer, constitui um gabinete na CML para estudos de urbanização, onde trabalha com o Arq. Francisco Keil do Amaral e onde foram elaborados estudos para o Bairro do Restelo («Plano da Encosta da Ajuda» de 1938/40, integrado no «Plano Geral de Urbanização de Lisboa») e para Alvalade («Plano da Zona a Sul da Avenida Alferes Malheiro» de 1945, numa vasta área com 230 hectares e para servir 45 mil habitantes, em plano integrado, com cuidada previsão de sistemas de eixos e retículas, impasses e células residenciais).

## Alguns projectos
- 1º. Prédio projectado em Lisboa situa-se na Avenida Defensores de Chaves, nº. 34.
- Ponte da Arrábida, colaborou com o engenheiro responsável pelo seu projecto e construção, Edgar António de Mesquita Cardoso e o engenheiro José Francisco de Azevedo e Silva.
- Prédio na Rua Francisco Rodrigues Lobo, proximidades do Arco do Carvalhão
- Prédio na esquina das Avenidas 5 de Outubro com a Duque d’Ávila
- Actividade Oficial extra J.A.E. - farol da Gibalta em Caxias e o edifício de Socorros a Náufragos em Paço de Arcos – encostado à Avenida Marginal
- Edifício da Colónia Balnear “O Século” em São Pedro do Estoril, na Avenida Marginal
- Edifício da Colónia Balnear na Praia de Santa Cruz (Torres Vedras)
- Remodelação do Palácio da Rosa (1960)
- Hotel Paris, no Estoril, (bastante adulterado pelos actuais proprietários)
- Sede de Direcção de Estradas J.A.E. em Portalegre
- Grande Hotel da Figueira da Foz (1950); determinou o desenho da avenida marginal da Figueira da Foz. (Classificado como Imóvel de Interesse Público pelo IPPAR) [1]
- Remodelação da Câmara Municipal de Loulé (1942)
- Igreja Paroquial de Riachos, em Santarém, Torres Novas (1948)
- Igreja Silveira em Santa Cruz
- Grupo Escolar Primário para a Zona do Alvalade (Escola Básica de Santo António) (C.M.L.)
- Monumento ao Eng. Duarte Pacheco
- Os conjuntos urbanos e os imóveis de habitação múltipla que ladeiam as Praças de António Sardinha a de Aniceto do Rosário na Penha de França e o Largo Dr. António Viana, na Rua Silva Carvalho, em Lisboa.
- Várias dezenas de outros imóveis de habitação, incluindo várias moradias, em Lisboa e noutros pontos do Pais. Destas destacam-se no bairro do Restelo a moradia geminada onde morou o Almirante Américo Tomáz, a moradia do Eng. Canto Moniz, a sua moradia na Rua Francisco de Almeida, 29 e sua casa em São Pedro de Moel
- Alguns edifícios industriais, entre os quais todos os edifícios industriais da VOLVO em Lisboa, Rua José Estevão, São João da Talha e no Porto na Via Norte a sede da Auto Sueco. Quase em frente da Volvo no Porto o edifício dos produtos SANDOZ.
- Diversos Estabelecimentos Comerciais
- Os viadutos de Vales Escuro, Amadora e da 2ª Circular de Lisboa
- Os Arranjos urbanos do Centro das Cidades da Covilhã e de Guimarães
- Duas Instalações Industriais e um grande Conjunto Habitacional para Vale Escuro em Lisboa (Chelas)

## Sindicato Nacional dos Arquitectos (SNA)
Em 1949, Keil do Amaral e um grupo de arquitectos modernos ligados ao grupo Iniciativas Culturais Arte e Técnica (ICAT), entre os quais Inácio Peres Fernandes, Dário Viera e João Simões, ganham as eleições para os corpos directivos do SNA. Afastamento de Keil do Amaral da direcção do SNA por imposição do governo.
Entre 1951 e 1959 foi presidente do Sindicato Nacional dos Arquitectos. Neste período foi realizado o Inquérito à Arquitectura Popular em Portugal.

## Politica
Partido Socialista: pertence à lista de fundadores, elaborada em 1977 por Manuel Tito de Morais e Catanho de Menezes, nomeados para o efeito pela Direcção do P.S., participantes no Congresso da Acção Socialista Portuguesa reunido em Bad Münstereifel, 19 de Abril de 1973, que decidiu fundar o Partido Socialista.
1977-1980 Vice Presidente da Câmara Municipal de Lisboa (quando era Presidente Aquilino Ribeiro Machado)

## Outras Associações
- Presidente Honorário da Associação dos Arquitectos Portugueses
- Sócio Honorário do Instituto de Arquitectos do Brasil (I.A.B)
- Sócio Honorário da Sociedade Nacional de Belas Artes
- Membro do grupo Iniciativas Culturais Arte e Técnica (ICAT)

## Rua Perez Fernandez
Em Lisboa foi homenageado tendo o seu nome, com "Z" dado a uma Rua da Cidade no bairro do Calhariz de Benfica 
- «maps.google.pt»